# Galina Iermolàieva
Galina Vassílievna Iermolàieva (en rus: Галина Васильевна Ермолаева), (Tula?, 4 de febrer de 1937) és una ex-ciclista soviètica. Especialista en la velocitat, va aconseguir 14 medalles, 6 d'elles d'or, en els Campionats mundials de l'especialitat. També va aconseguir deu títols nacionals.

## Palmarès
- 1956
  -  Campiona de la Unió Soviètica en velocitat
  -  Campiona de la Unió Soviètica en Contrarellotge 500 m
- 1957
  -  Campiona de la Unió Soviètica en velocitat
  -  Campiona de la Unió Soviètica en Contrarellotge 500 m
- 1958
  -  Campiona del món de velocitat
  -  Campiona de la Unió Soviètica en velocitat
  -  Campiona de la Unió Soviètica en Contrarellotge 500 m
- 1959
  -  Campiona del món de velocitat
- 1960
  -  Campiona del món de velocitat
  -  Campiona de la Unió Soviètica en velocitat
  -  Campiona de la Unió Soviètica en Contrarellotge 500 m
- 1961
  -  Campiona del món de velocitat
  -  Campiona de la Unió Soviètica en velocitat
- 1962
  -  Campiona de la Unió Soviètica en velocitat
- 1963
  -  Campiona del món de velocitat
  -  Campiona de la Unió Soviètica en velocitat
- 1970
  -  Campiona de la Unió Soviètica en velocitat
  -  Campiona de la Unió Soviètica en Contrarellotge 500 m
- 1972
  -  Campiona del món de velocitat
  -  Campiona de la Unió Soviètica en velocitat
- 1973
  -  Campiona de la Unió Soviètica en velocitat